# Терещенко, Ирина Анатольевна
Ирина Анатольевна Терещенко (6 января 1973) — российская футболистка, вратарь, футбольный арбитр.

## Биография
В качестве игрока выступала в высшей лиге России за клуб «Сибирячка» (Красноярск). Бронзовый призёр чемпионата России 1995 года, в том сезоне выходила на поле в 6 матчах.
После окончания игровой карьеры стала футбольным арбитром. Имеет категорию ФИФА (2007). Представляла Красноярский край, затем город Удомля Тверской области, позднее — Санкт-Петербург. Судила международные матчи женских первенств Европы. В мужском футболе работала главным арбитром на матчах первенства ЛФК и чемпионата Санкт-Петербурга. В дальнейшем работала инспектором матчей.
В пляжном футболе играла на городском уровне за клубы Санкт-Петербурга, а также судила матчи чемпионата города (в том числе мужского) и финального турнира чемпионата России среди женщин.